# Pseudafreutreta bicolor
Pseudafreutreta bicolor är en tvåvingeart som beskrevs av Munro 1957. Pseudafreutreta bicolor ingår i släktet Pseudafreutreta och familjen borrflugor.
Artens utbredningsområde är Uganda. Inga underarter finns listade i Catalogue of Life.